# Petrisberg

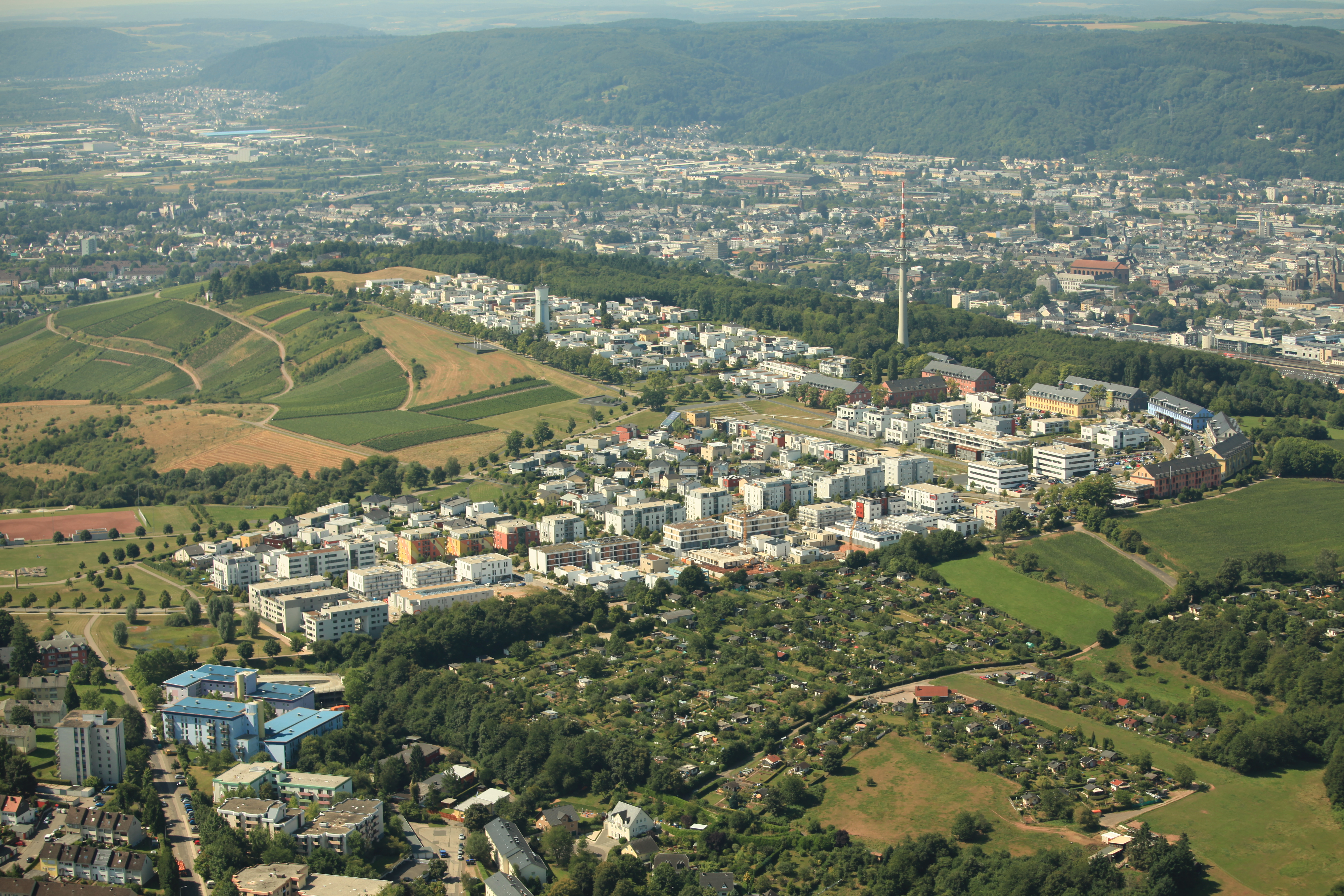
Petrisberg Luftbild im Sommer 2013

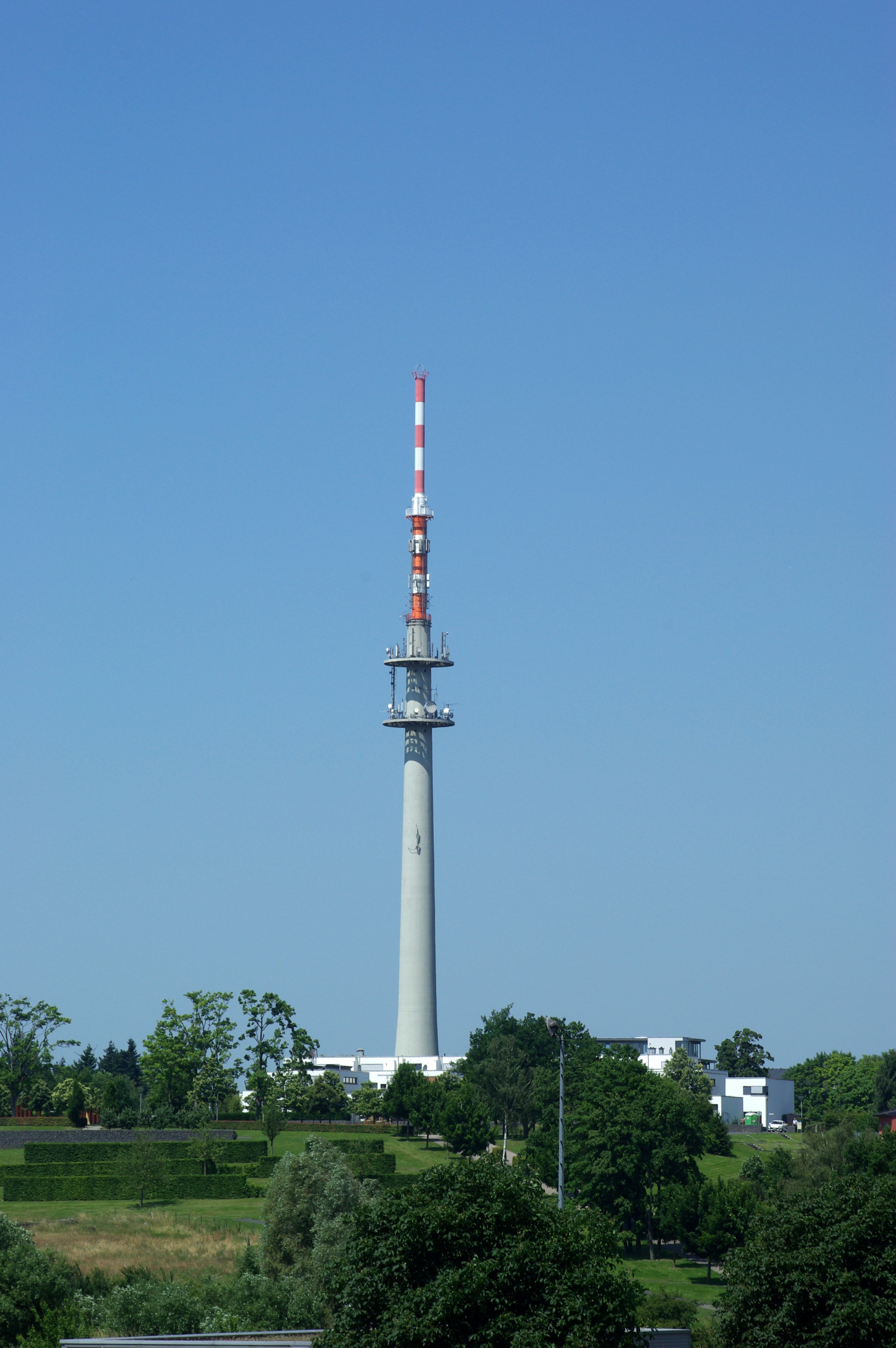
Fernmeldeturm Trier-Petrisberg

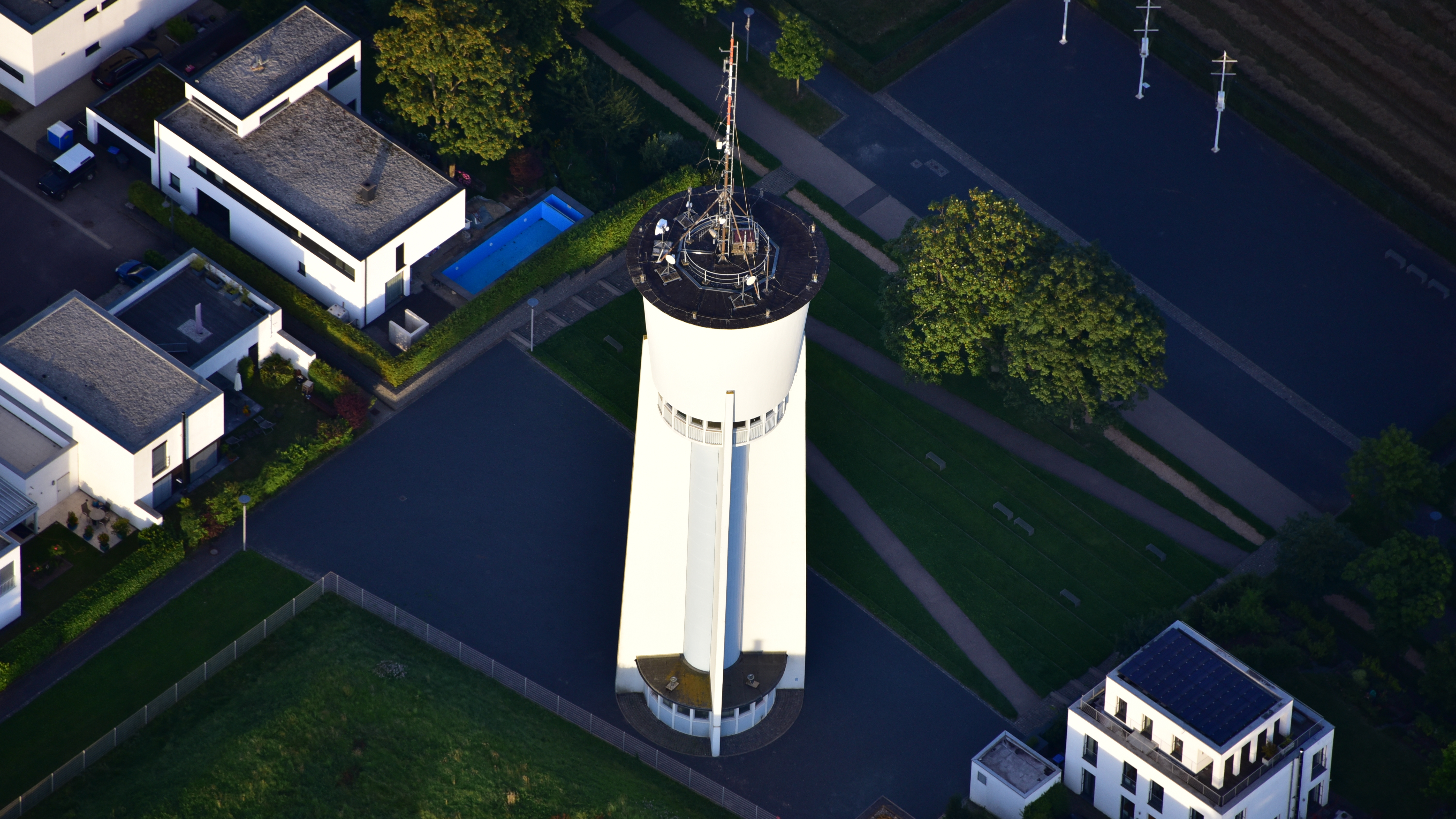
Wasserturm auf dem Petrisberg

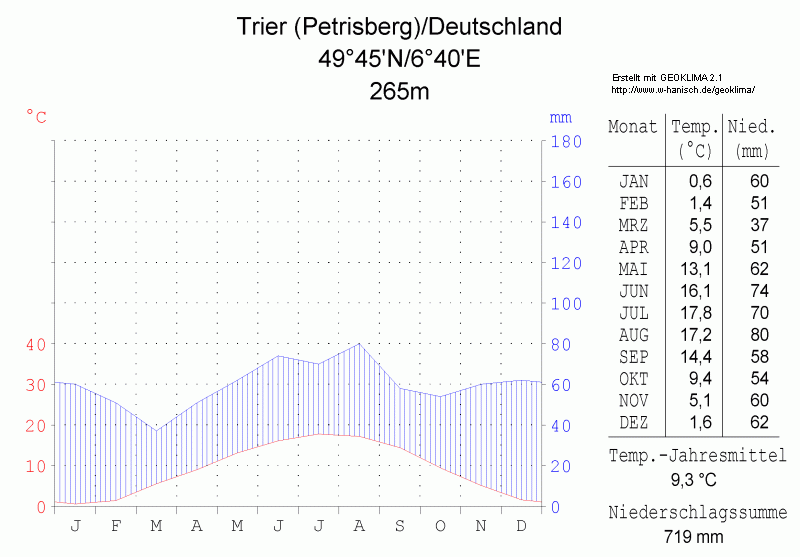
Klimadiagramm von Trier (Petrisberg)

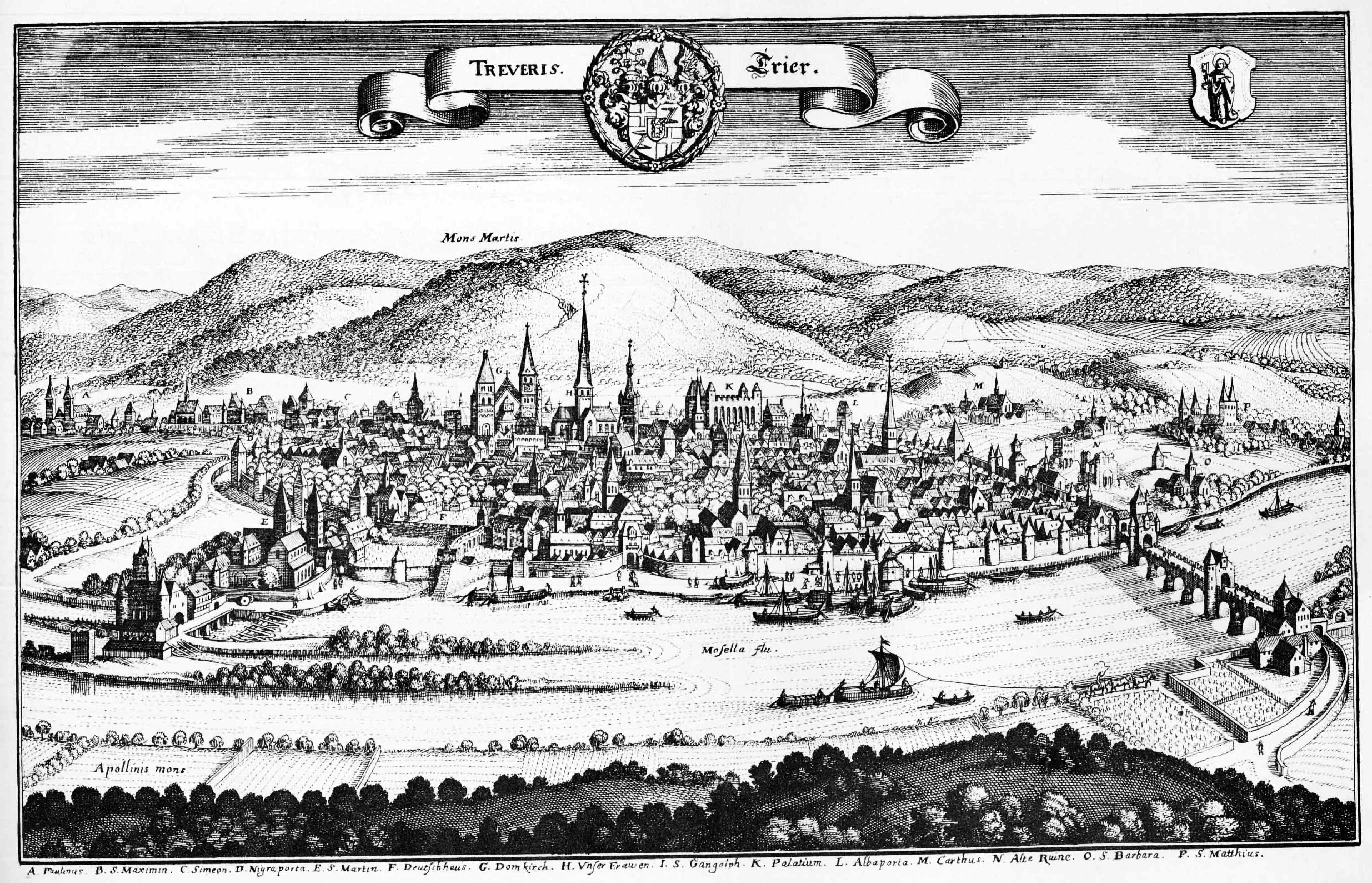
Der als Mons Martis bezeichnete Petrisberg hinter der Stadt Trier auf einer Zeichnung Triers von Matthäus Merian (1646)

Der Petrisberg ist ein 273 m ü. NHN hoher Berg in Trier-Kürenz in Rheinland-Pfalz.
Benannt ist er nach dem Eigentümer eines Bauernhofes in der Verlängerung der modernen Sickingenstraße. Er wurde bis mindestens 1823 als Martinsberg bezeichnet, eine frühere Bezeichnung war Deimelberg.
Der Petrisberg liegt markant oberhalb der Innenstadt von Trier. Der 132 m hohe Fernmeldeturm Trier-Petrisberg und der 39 m hohe ehemalige Wasserturm auf dem Petrisberg sind weithin sichtbar. Die Landesgartenschau 2004 fand auf dem Petrisberggelände statt.

## Lage
Im Norden wird der Petrisberg durch das Avelertal im Stadtteil Kürenz begrenzt und im Süden durch das Olewiger Tal. Im Osten grenzt der Stadtteil Tarforst an den Berg und im Westen der Stadtteil Mitte-Gartenfeld.

## Klima
Auf dem Petrisberg befindet sich eine Messstation des Deutschen Wetterdienstes.
Klimatabelle
|                        | Jan  | Feb  | Mär   | Apr   | Mai   | Jun   | Jul   | Aug   | Sep   | Okt  | Nov  | Dez  |   |       |
| Mittl. Temperatur (°C) | 2    | 2,8  | 6,2   | 10    | 13,9  | 17,2  | 19,1  | 18,6  | 14,6  | 10,3 | 5,8  | 2,9  | ⌀ | 10,3  |
|                        |      |      |       |       |       |       |       |       |       |      |      |      |   |       |
| Niederschlag (mm)      | 63,5 | 53   | 51,3  | 44,2  | 66,7  | 66    | 72,4  | 62    | 60,4  | 65,4 | 62,2 | 77,6 | Σ | 744,7 |
|                        |      |      |       |       |       |       |       |       |       |      |      |      |   |       |
| Sonnenstunden (h/d)    | 48,1 | 70,3 | 130,9 | 187,1 | 213,8 | 224,7 | 235,1 | 215,3 | 159,8 | 96,4 | 44,8 | 38,7 | ⌀ | 139,1 |

|  |

|  |

|  |

|  |

|  |

|  |

|  |

|  |

|  |

|  |

|  |

|  |

|  |

|  |

|  |

|  |

|  |

|  |

|  |

|  |

|  |

|  |

|  |

|  |

## Geschichte
Im Jahr 30 v. Chr. errichteten die Römer ein nach wenigen Monaten wieder aufgegebenes Militärlager auf dem Petrisberg, bevor sie im Jahre 16 v. Chr. die Stadt Augusta Treverorum (Stadt des Augustus im Land der Treverer), den Hauptort der Provinz Gallia Belgica, gründeten. Es galt bis zum Fund des römischen Garnisonslagers bei Hermeskeil als ältestes Militärlager der Römer in Deutschland.
Unter dem Namen Petrisberg wurde das Gelände im Mittelalter vor allem als Viehweide benutzt; aus dieser Zeit sind noch die Flurbezeichnungen Lämmerwiese und Geißberg erhalten. Außerdem wurden an den Kürenzer und Olewiger Hängen, im Aveler Tal, Brettenbach und der Retzgrube Wein angebaut. Am Kürenzer Hang befindet sich ein Kreuzweg, der an der Kapelle endet. Der Bauernhof Kleeburger Hof (unterhalb der modernen Universität) besteht seit dem 15. Jahrhundert.
1936 wurde auf dem Petrisberg ein Militärkomplex gebaut. In der 1938 fertiggestellten Kemmelkaserne entstand im Zweiten Weltkrieg das berüchtigte Stammlager Stalag XII D. Einer der bekanntesten Gefangenen des Lagers war der französische Schriftsteller Jean-Paul Sartre. Nach dem Sieg der Alliierten wurde das Gelände als Kaserne durch die Franzosen genutzt und um das Militärhospital „André Genet“ erweitert.
1950 wurde auf dem Petrisberg ein neuer Mittelwellensender des Sender Trier errichtet, der 1958 auf den Markusberg versetzt wurde. Heute befindet sich der 132 m hohe Fernmeldeturm Trier-Petrisberg der Telekom (ein Typenturm) auf dem Petrisberg.
Der Petrisberg lieferte auch den Namen für eine Biersorte der Löwenbrauerei Trier in den 1980er Jahren, nämlich das Petrisberger Pils. Mit der Schließung der Löwenbrauerei im Jahre 1989 ist auch das Petrisberger Pils verschwunden.

## Heute
Nach dem Abzug der französischen Armee wurde die Konversionsfläche im Jahr 2004 für die Landesgartenschau umgestaltet, und es entstand ein neuer Stadtteil als Mischgebiet zum Wohnen, Arbeiten und Leben. Eine Gesamtfläche von ca. 700.000 Quadratmetern teilt sich auf in Wohngebiete, einen Wissenschaftspark und Freizeitflächen. 
Der WIP (Wissenschaftspark) Trier vereint etwa 180 ansässige Unternehmen mit circa 1200 Mitarbeitern, überwiegend aus den Bereichen Gesundheitswirtschaft, Forschung und Wissenschaft, Dienstleistung sowie Medien und IT.
Dank der ehemaligen Landesgartenschau konnten viele Freizeitmöglichkeiten erhalten bleiben, wie zum Beispiel das Lotto-Forum, eine kleine überdachte Freilichtbühne, in der in den Sommermonaten Aufführungen stattfinden, der Skatepark, die Beach-Volleyballplätze und der Wasserspielplatz (sog. Petrispark).

## Turm Luxemburg

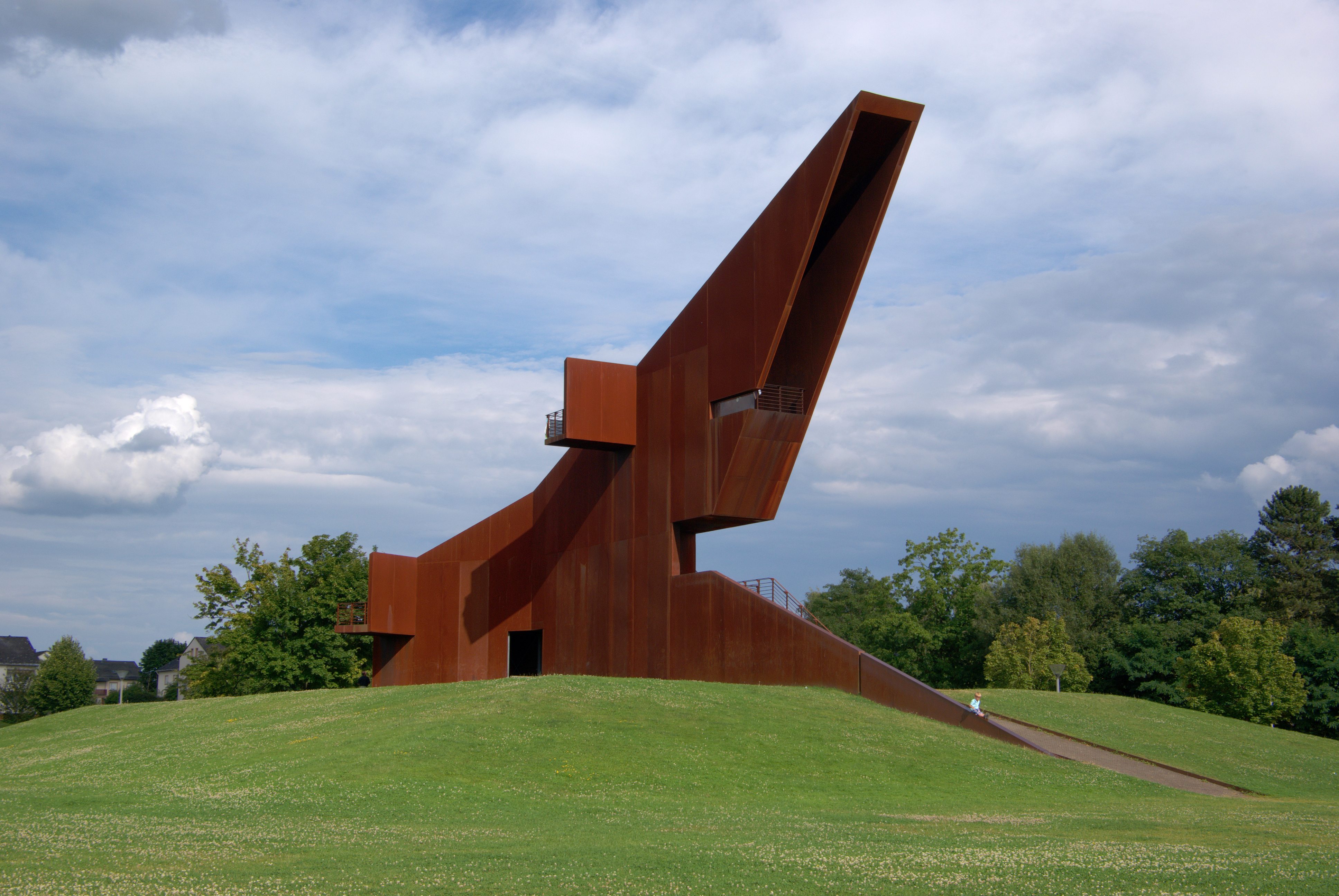
Turm Luxemburg

Der Turm Luxemburg (Turm der Träume und Sehnsüchte oder Tower of Dreams and Longings) ist eine 18 m hohe, begehbare Skulptur aus Cortenstahl
auf einem kleinen Hügel im Süden des Petrisbergs. Er war ein Geschenk der Stadt Luxemburg anlässlich der Landesgartenschau 2004, sie wurde entworfen von François Valentiny. Von der oberen Aussichtsplattform in 9 m Höhe ist bei gutem Wetter das Land Luxemburg zu sehen.

## Sehenswürdigkeiten
Oberhalb des Amphitheaters von Trier befindet sich heute der bedeutendste Aussichtspunkt, von dem man sich einen Überblick über die Stadt und nach Westen in das Moseltal verschaffen kann. Er wird von Besuchern der Stadt vor allem in den Sommermonaten aufgesucht, da er mit Auto oder Bus erreichbar ist. Auf dem Berg befindet sich das ehemalige Kloster Sankt Clara (Sickingerstraße 25) und ein Schwesternaltenheim für Borromäerinnen (Sickingerstr. 35).
Auf dem Petrisberg endet der Stationsweg „Kreuzchen“ an der Kapelle „Zum Kreuzchen“, die 1844 erbaut und 1847 eingeweiht wurde. Nahe der Kapelle befindet sich Franzensknüppchen, ein Hügelgrab aus der Römerzeit, von dem aus einer Sage nach Franz von Sickingen 1522 Trier beschossen haben soll, was aber auf Grund der damaligen Reichweiten der Waffen nicht möglich sein kann.
Am Petrisberg beginnt in der Sickingenstraße oberhalb des Amphitheaters der Trierer Weinkulturpfad, der durch die Weinberge in den Stadtteil Olewig führt. Hier werden die Arbeiten des Winzers erklärt und Informationen über die Weinbautradition der Stadt Trier gegeben. Es finden täglich Führungen nach Anmeldung statt.
Am Hotel Petrisberg, in dem schon Willy Brandt und Helmut Schmidt abstiegen, gibt es eine weite Aussicht über Trier.
Das Wasserband im Baugebiet Petrisberg hat die Aufgabe, mit den dazugehörenden Retentionsflächen für den Rückhalt und die Versickerung des Regenwassers zu sorgen.
Sehenswert sind noch die Partnergärten der Partnerstädte oder die alte Panzerreparaturwerkstatt.

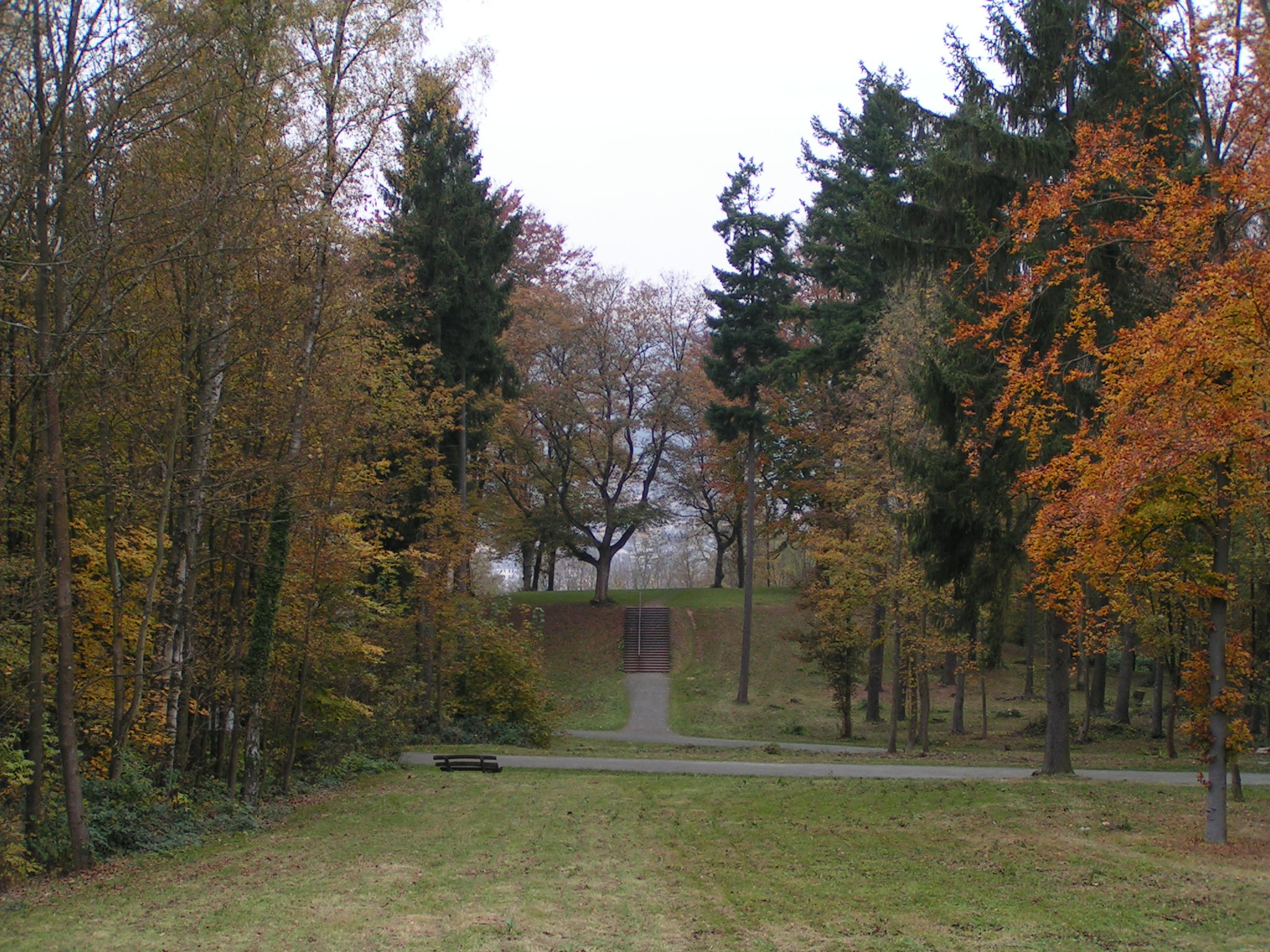
Franzensknüppchen
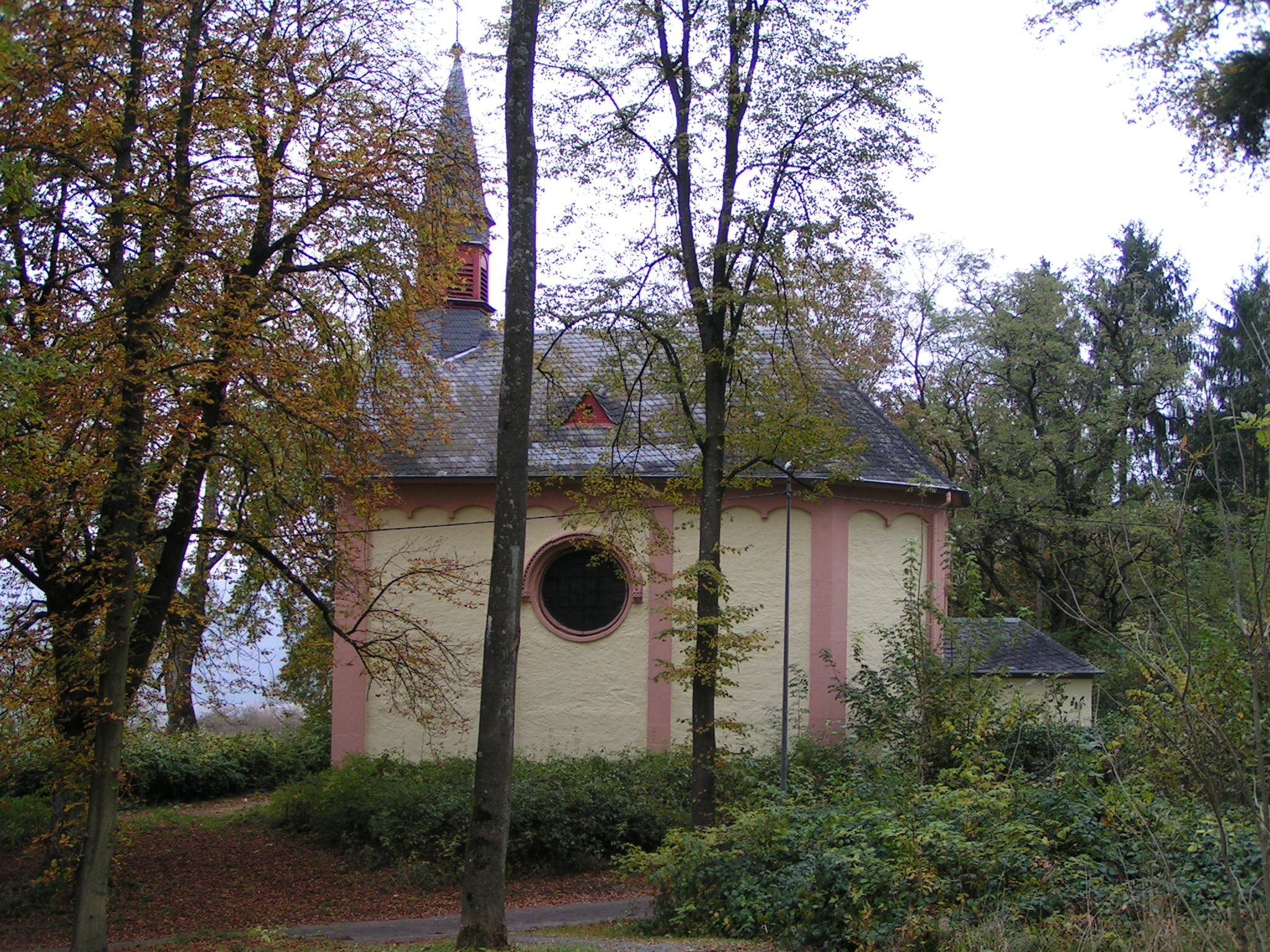
Kapelle „Zum Kreuzchen“
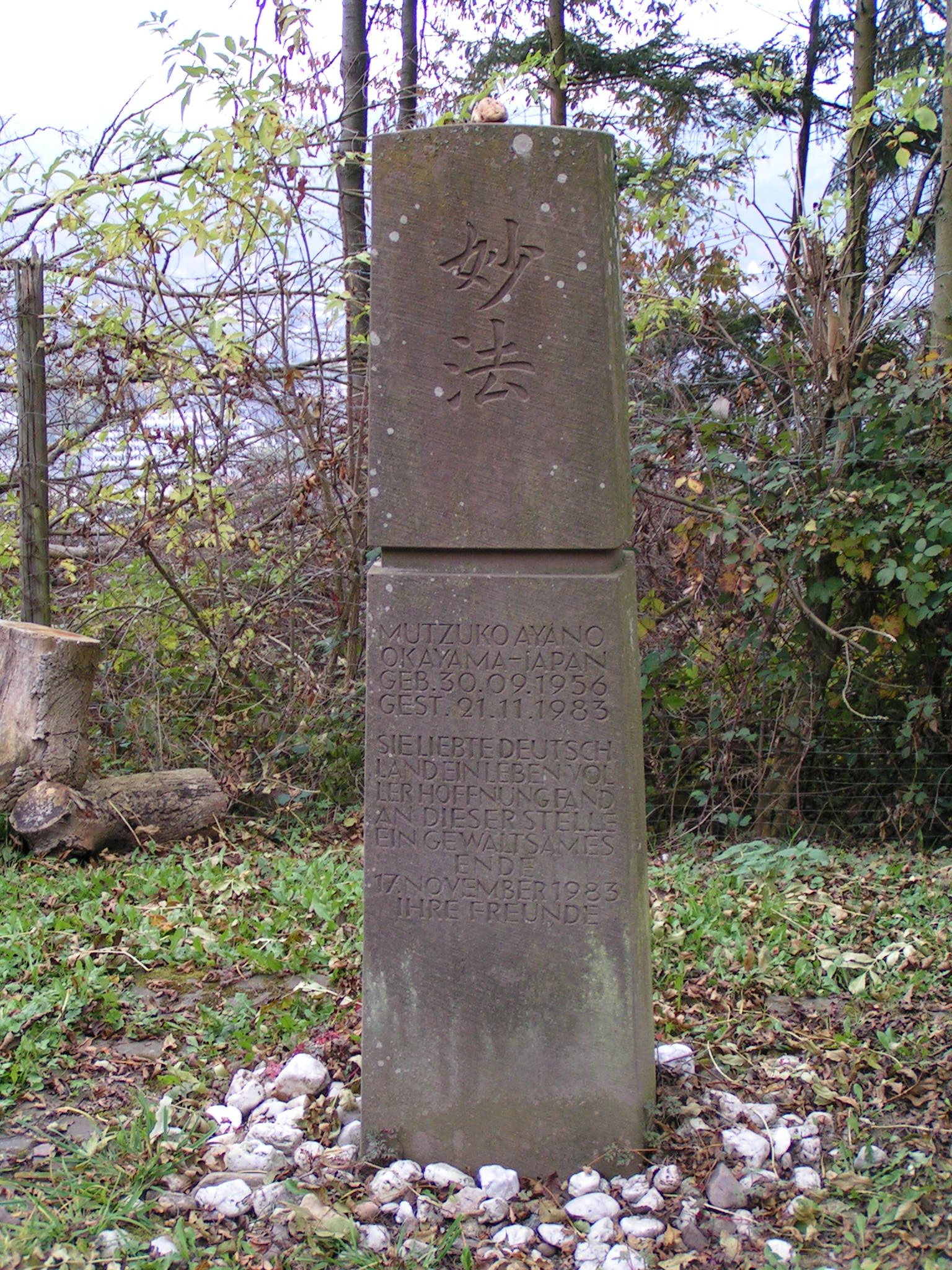
Denkmal für Mutsuko Ayano
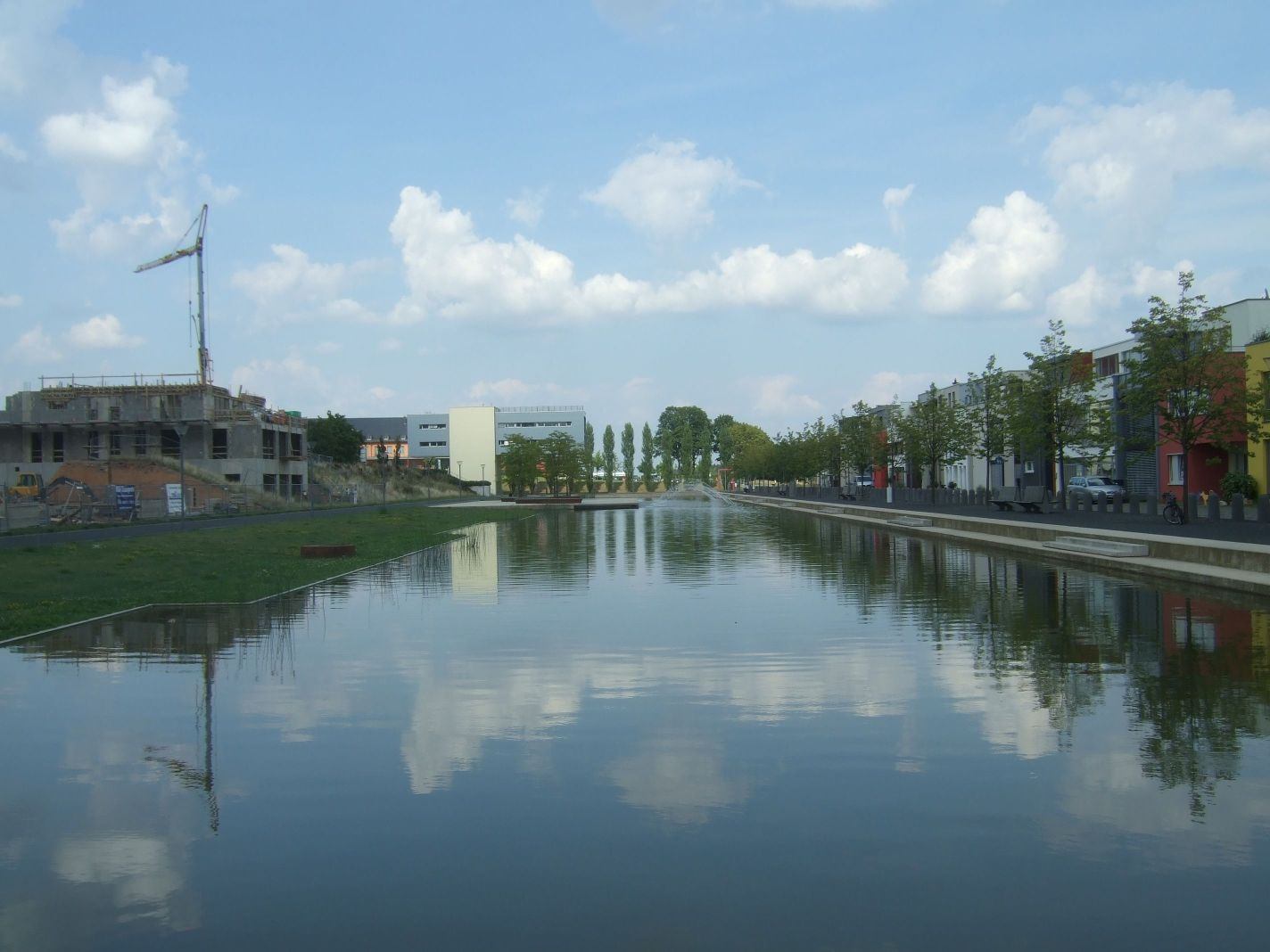
Wasserband
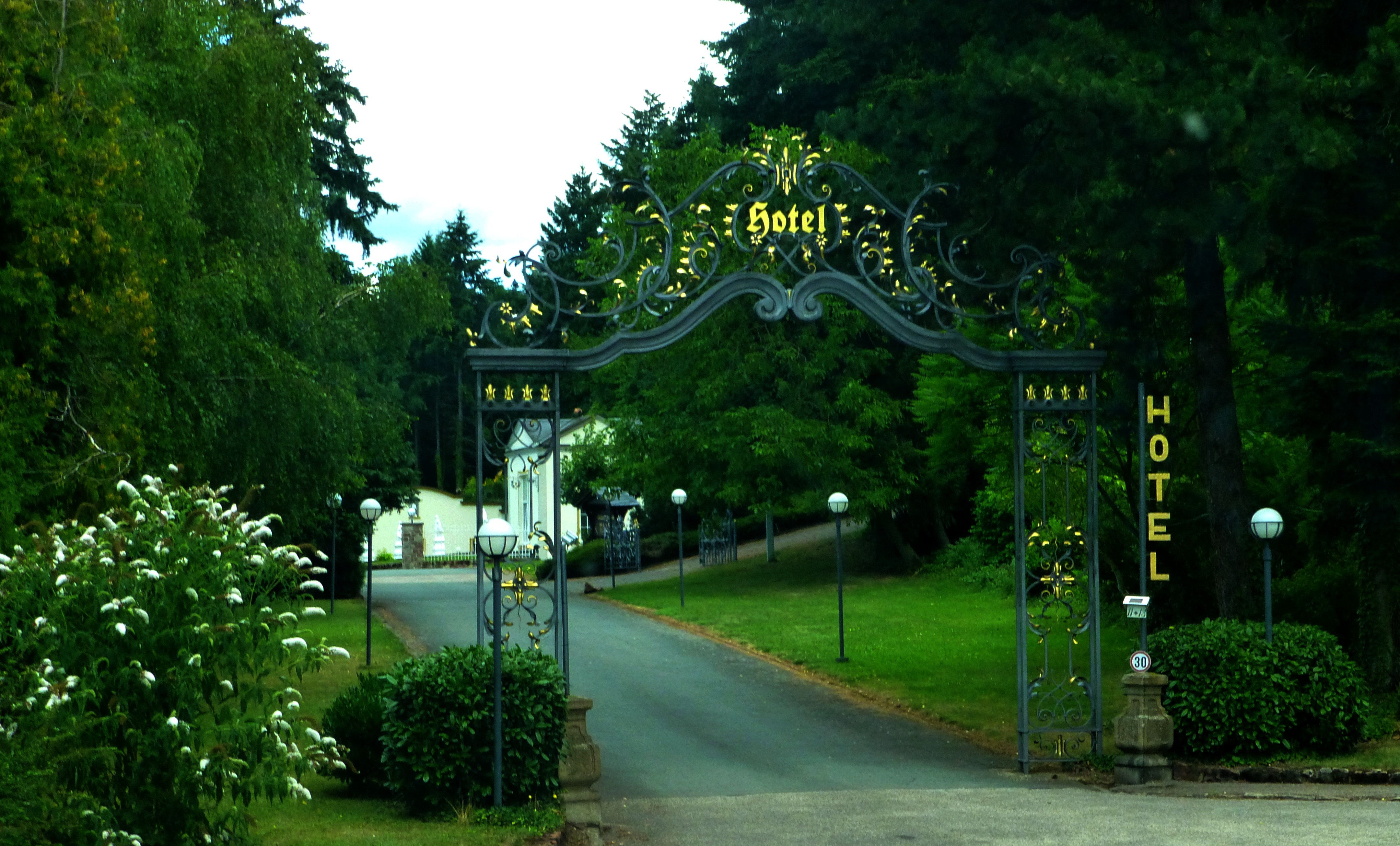
Hotel Petrisberg
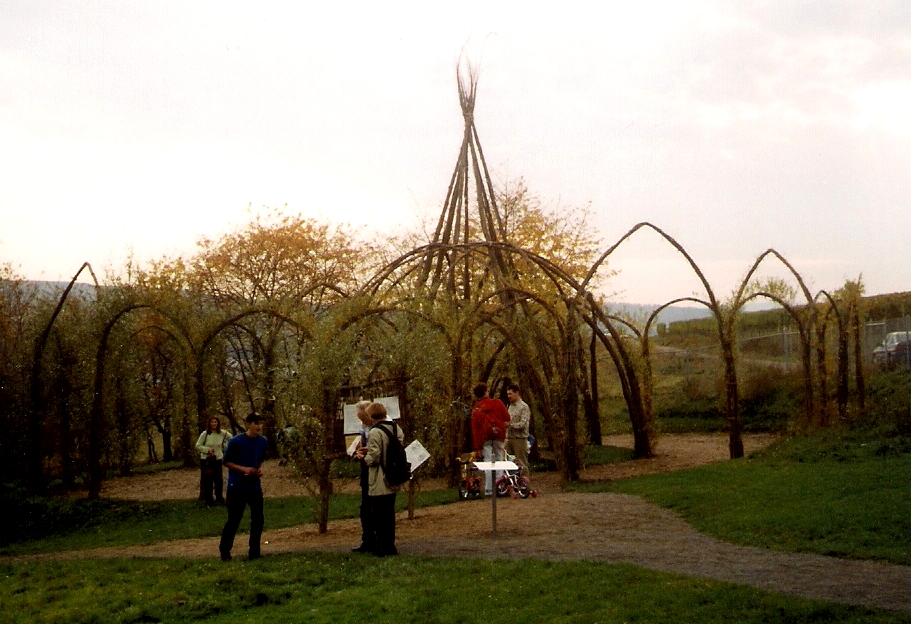
Weidendom, Landesgartenschau 2004